# Piptocoma macrophylla
Piptocoma macrophylla là một loài thực vật có hoa trong họ Cúc. Loài này được (Sch.Bip.) Pruski miêu tả khoa học đầu tiên năm 1996.